# Campionati di flag football in Europa
In Europa si giocano regolarmente campionati di flag football dagli anni '90 del XX secolo.

## Elenco

### Campionati nazionali

#### Maschili/Misti

##### Outdoor
| Stato       | Massima serie                 | Nome della finale | Prima edizione | Ultima edizione | Edizioni giocate | Maggiori vittorie                        | Numero vittorie | Maggiori partecipazioni               | Partecipazioni | Campione in carica/Ultimo vincitore |
| ----------- | ----------------------------- | ----------------- | -------------- | --------------- | ---------------- | ---------------------------------------- | --------------- | ------------------------------------- | -------------- | ----------------------------------- |
| Austria     | FLA                           | Flag Bowl         | 2000           |                 | 17               | Klosterneuburg Indians                   | 9               | Klosterneuburg Indians                | 12             | Klosterneuburg Indians (2016)       |
| Belgio      |                               |                   |                |                 |                  |                                          |                 |                                       |                | (2016)                              |
| Bulgaria    |                               |                   |                |                 |                  |                                          |                 |                                       |                | (2016)                              |
| Croazia     | HFFL                          |                   | 2009           |                 | 8                | Bjelovar Greenhorns                      | 3               | Bjelovar Greenhorns                   | 5              | Zagreb Thunder (2016)               |
| Danimarca   | FNL                           | Dannebrog Bowl    | 2004           |                 | 13               | Avedøre Mammoths                         | 7               | Avedøre Mammoths                      | 11             | Copenhagen Fusion (2016)            |
| Finlandia   | Miesten SM-sarja              |                   |                |                 |                  |                                          |                 |                                       |                |                                     |
| Francia     |                               |                   | 2004           |                 | 12               | Molosses d'Asnières, Pygargues de Troyes | 3               | ?                                     | ?              | Sphinx de Pau (2016)                |
| Germania    | DFFL                          | DFFL Bowl         | 2004           |                 | 17               | Berlin Bears, Hamburg Pioneers Snappers  | 5               | Hamburg Pioneers Snappers             | 10             | Hamburg Pioneers Snappers (2016)    |
| Germania    | DFFL                          | 5er DFFL Bowl     | 2016           |                 | 1                | Walldorf Wanderers                       | 1               | Walldorf Wanderers, Kelkheim Lizzards | 1              | Walldorf Wanderers (2016)           |
| Irlanda     | IFFL                          | Emerald Bowl      | 2014-2015      |                 | 2                | Mullingar Minotaurs, Craigavon Cowboys   | 1               | Dublin Vipers                         | 2              | Craigavon Cowboys (2015-16)         |
| Israele     |                               |                   |                |                 |                  |                                          |                 |                                       |                | (2015-16)                           |
| Italia      | Senior League                 | Finalbowl         | 1998           |                 | 19               | Marines Lazio, Cleavers Cavriago         | 6               | Marines Lazio                         | 7              | Raiders Roma (2016)                 |
| Norvegia    |                               |                   |                |                 |                  |                                          |                 |                                       |                | (2016)                              |
| Paesi Bassi | FFNL                          |                   | 2007           |                 | 10               | Den Haag Hyenas                          | 6               | Den Haag Hyenas                       | 11             | Den Haag Hyenas (2016)              |
| Polonia     |                               |                   |                |                 |                  |                                          |                 |                                       |                | (2016)                              |
| Portogallo  | LPFF                          | Super Flag Bowl   | 2012           |                 | 4                | Gondomar Hammers                         | 3               | Gondomar Hammers                      | 3              | Gondomar Hammers (2015)             |
| Regno Unito |                               | Britbowl          | 2012           |                 | 5                | London Rebels                            | 3               | London Rebels                         | 4              | London Rebels (2016)                |
| Rep. Ceca   |                               |                   | 2011           |                 | 6                | Panthers 30+                             | 6               | Panthers 30+                          | 6              | Panthers 30+(2016)                  |
| Romania     |                               |                   |                |                 |                  |                                          |                 |                                       |                | (2016)                              |
| Russia      |                               |                   |                |                 |                  |                                          |                 |                                       |                |                                     |
| Serbia      | Fleg liga Srbije              |                   | 2007           |                 | 9                | Sremska Mitrovica Legionaries            | 3               | ?                                     | ?              | Inđija Indians (2015)               |
| Slovacchia  | Slovenská flag futbalová liga |                   | 2014           |                 |                  |                                          |                 |                                       |                |                                     |
| Slovenia    |                               |                   | 2011           |                 | 4                | Novo Mesto Knights                       | 2               | Novo Mesto Knights, Domžale Tigers    | 3              | Novo Mesto Knights(2016)            |
| Spagna      |                               | Spanish Flag Bowl | 2010           |                 | 10               | Valencia Firebats                        | 4               | Valencia Firebats                     | 5              | Milicia Club Astur Flag (2016)      |
| Svezia      | SM-serien                     | SM-finalen        | 2010           |                 | 7                | Vasastan FF, Uppsala 86ers               | 2               | Vasastan FF                           | 3              | Uppsala 86ers (2016)                |
| Svizzera    | Flagliga                      |                   | 2010           |                 | 7                | Sankt Gallen Vipers, Zürich Renegades    | 3               | Sankt Gallen Vipers, Zürich Renegades | 5              | Zürich Renegades (2016)             |

##### Indoor
| Stato    | Massima serie | Nome della finale       | Prima edizione | Ultima edizione | Edizioni giocate | Maggiori vittorie | Numero vittorie | Maggiori partecipazioni | Partecipazioni | Campione in carica/Ultimo vincitore |
| -------- | ------------- | ----------------------- | -------------- | --------------- | ---------------- | ----------------- | --------------- | ----------------------- | -------------- | ----------------------------------- |
| Austria  |               | Hallen Bowl             | 2005           | 2013            | 9                | Styrian Studs     | 6               | Styrian Studs           | 7              | Styrian Studs (2013)                |
| Germania |               | German Indoor Flag Bowl | 2000           |                 | 16               | Kelkheim Lizzards | 7               | Kelkheim Lizzards       | 10             | Walldorf Wanderers (2014)           |
| Italia   | Winter League | Winter Bowl             |                |                 |                  |                   |                 |                         |                |                                     |

##### Beach
| Stato     | Massima serie    | Nome della finale | Prima edizione | Ultima edizione | Edizioni giocate | Maggiori vittorie                                                | Numero vittorie | Maggiori partecipazioni | Partecipazioni | Campione in carica/Ultimo vincitore |
| --------- | ---------------- | ----------------- | -------------- | --------------- | ---------------- | ---------------------------------------------------------------- | --------------- | ----------------------- | -------------- | ----------------------------------- |
| Finlandia | Miesten SM-sarja | Beach Bowl        | 2011           |                 | 5                | Old School Helsinki, Porvoo Spedet, Nopeet Komeet, Porvoo P-Town | 1               | ?                       | ?              | Porvoo P-Town (2014)                |

#### Femminili

##### Outdoor
| Stato       | Massima serie           | Nome della finale      | Prima edizione | Edizioni giocate | Maggiori vittorie | Numero vittorie | Maggiori partecipazioni | Partecipazioni | Campione in carica            |
| ----------- | ----------------------- | ---------------------- | -------------- | ---------------- | --- | --------------- | --- | -------------- | ----------------------------- |
| Austria     | FLL                     | Ladies Flag Bowl       | 2015           | 2                | Flag Furies, Klosterneuburg Indians | 2               | Flag Furies, Klosterneuburg Indians | 2              | Klosterneuburg Indians (2016) |
| Finlandia   | Naisten SM-sarja        |                        | 2009           | 6                | GS Demons | 2               | ? | ?              | GS Demons (2014)              |
| Israele     | WAFI                    | WAFI Championship Game | 2003-04        | 13               | Misha'an Plumbers (2006-07, 2013-14, 2015-16), Jerusalem U (2014-15), Halachic Organ Donor Society (2012-13), Big Blue (2005-06), American Football Diamonds (2004-05) |                 | Misha'an Plumbers (2004-05, 2006-07, 2013-14, 2015-16), Halachic Organ Donor Society (2012-13, 2013-14), American Football Diamonds (2004-05, 2006-07), Metro Yachad (2015-16), Jerusalem U (2014-15), Machon Maayan Kosher Casual (2014-15), Rebels (2012-13), Big Blue (2005-06), Jump Gym (2005-06) |                | Mishaan Plumbers (2015-16)    |
| Italia      | F3                      |                        | 2012           | 5                | Ranzide Trieste | 4               | Ranzide Trieste | 4              | Ranzide Trieste (2016)        |
| Regno Unito | Opal Series             |                        | 2013           | 3                | Coventry Cougars | 2               | Coventry Cougars | 3              | London Warriors (2015)        |
| Serbia      | Ženska fleg liga Srbije |                        | 2013           | 3                | Kragujevac Wild Cats | 2               | |                | Obrenovac Hawks (2015)        |
| Spagna      |                         | Spanish Flag Bowl      | 2012           | 4                | Gijón Mariners, Foxes 82 | 2               | Gijón Mariners | 3              | Foxes 82 (2016)               |

##### Beach
| Stato     | Massima serie    | Nome della finale | Prima edizione | Ultima edizione | Edizioni giocate | Maggiori vittorie | Numero vittorie | Maggiori partecipazioni | Partecipazioni | Campione in carica/Ultimo vincitore |
| --------- | ---------------- | ----------------- | -------------- | --------------- | ---------------- | ----------------- | --------------- | ----------------------- | -------------- | ----------------------------------- |
| Finlandia | Naisten SM-sarja | Beach Bowl        |                |                 |                  |                   |                 |                         |                |                                     |

### Coppe nazionali

#### Maschili
| Stato   | Nome             | Prima edizione | Ultima edizione | Edizioni giocate | Maggiori vittorie | Numero vittorie | Maggiori partecipazioni | Partecipazioni | Campione in carica/Ultimo vincitore |
| ------- | ---------------- | -------------- | --------------- | ---------------- | ----------------- | --------------- | ----------------------- | -------------- | ----------------------------------- |
| Francia | Coppa di Francia | ?              |                 | ?                | ?                 | ?               | ?                       | ?              | Sphinx de Pau (2014)                |
| Italia  | Coppa Italia     |                |                 |                  |                   |                 |                         |                |                                     |

#### Femminili
| Stato   | Nome             | Prima edizione | Ultima edizione | Edizioni giocate | Maggiori vittorie | Numero vittorie | Maggiori partecipazioni | Partecipazioni | Campione in carica/Ultimo vincitore |
| ------- | ---------------- | -------------- | --------------- | ---------------- | ----------------- | --------------- | ----------------------- | -------------- | ----------------------------------- |
| Francia | Coppa di Francia | ?              |                 | ?                | ?                 | ?               | ?                       | ?              | Atalantes (2014)                    |
| Russia  | Coppa di Russia  | 2015           |                 | 1                | Ural Salamanders  | 1               | Ural Salamanders        | 1              | Ural Salamanders (2015)             |

### Campionati locali

#### Femminili
| Stato          | Massima serie          | Nome della finale | Prima edizione | Ultima edizione | Edizioni giocate | Maggiori vittorie | Numero vittorie | Maggiori partecipazioni | Partecipazioni | Campione in carica/Ultimo vincitore |
| -------------- | ---------------------- | ----------------- | -------------- | --------------- | ---------------- | ----------------- | --------------- | ----------------------- | -------------- | ----------------------------------- |
| Russia - Urali | Campionato degli Urali |                   | 2014           |                 | 2                | Ural Salamanders  | 2               | Ural Salamanders        | 2              | Ural Salamanders (2015)             |

### Coppe locali

#### Maschili/Miste
| Stato     | Massima serie | Nome della finale | Prima edizione | Ultima edizione | Edizioni giocate | Maggiori vittorie            | Numero vittorie | Maggiori partecipazioni | Partecipazioni | Campione in carica/Ultimo vincitore |
| --------- | ------------- | ----------------- | -------------- | --------------- | ---------------- | ---------------------------- | --------------- | ----------------------- | -------------- | ----------------------------------- |
| Catalogna | Copa Catalana |                   | 2010           |                 | 6                | Igualada Pachamama, Dolphins | 2               | Dolphins                | 3              | Igualada Pachamama (2016)           |

#### Femminili
| Stato          | Massima serie           | Nome della finale | Prima edizione | Ultima edizione | Edizioni giocate | Maggiori vittorie | Numero vittorie | Maggiori partecipazioni | Partecipazioni | Campione in carica/Ultimo vincitore |
| -------------- | ----------------------- | ----------------- | -------------- | --------------- | ---------------- | ----------------- | --------------- | ----------------------- | -------------- | ----------------------------------- |
| Russia - Urali | Coppa della Federazione |                   | 2014           |                 | 2                | Ural Salamanders  | 2               | Ural Salamanders        | 2              | Ural Salamanders (2015)             |

### Campionati internazionali

#### Maschili/Misti
| Nome              | Nome della finale | Prima edizione | Ultima edizione | Edizioni giocate | Maggiori vittorie | Numero vittorie | Maggiori partecipazioni      | Partecipazioni | Ultimo vincitore         |
| ----------------- | ----------------- | -------------- | --------------- | ---------------- | ----------------- | --------------- | ---------------------------- | -------------- | ------------------------ |
| Champions Bowl    |                   | 2007           |                 | 6                | Avedøre Mammoths  | 2               | Avedøre Mammoths, SSI Sharks | 3              | Sphinx de Pau (2016)     |
| Walldorf Big Bowl |                   | 2007           |                 | 10               | Austria           | 2               | Walldorf Wanderers           | 3              | Massflag Allstars (2016) |
| Flag Océane       |                   |                |                 |                  |                   |                 |                              |                |                          |
| IFAF Pink Bowl    |                   | 2014           |                 | 3                | Paesi Bassi       | 2               | Paesi Bassi                  | 3              | Spagna (2016)            |

#### Femminili
| Nome              | Nome della finale | Prima edizione | Ultima edizione | Edizioni giocate | Maggiori vittorie | Numero vittorie | Maggiori partecipazioni  | Partecipazioni | Ultimo vincitore |
| ----------------- | ----------------- | -------------- | --------------- | ---------------- | ----------------- | --------------- | ------------------------ | -------------- | ---------------- |
| Walldorf Big Bowl |                   | 2007           |                 | 10               | Austria           | 5               | Israele, Austria         | 5              | Austria (2016)   |
| IFAF Pink Bowl    |                   | 2014           |                 | 3                | Messico           |                 | Messico, Den Haag Hyenas |                | Messico (2016)   |